# Kto z was chciałby rozweselić pechowego nosorożca?
Kto z was chciałby rozweselić pechowego nosorożca? – książka dla dzieci autorstwa Leszka Kołakowskiego, pierwszy raz wydana w 1986 roku. Lektura szkolna do roku 2021.

## Historia powstania
Kołakowski napisał książkę dla swojej córki w 1966; książka została jednak zatrzymana przez cenzurę. W 1986 roku została wydana w tzw. „drugim obiegu” przez Oficynę Literacką z ilustracjami anonimowego artysty; w 2005 roku książkę wydało wydawnictwo Muchomor z ilustracjami Doroty Łoskot-Cichockiej.

## Fabuła
Książka opowiada o nosorożcu, który chce nauczyć się latać. Pomaga mu w tym przyjaciel – wróbel. Nauka nie jest udana, nosorożec w swoim treningu przysparza kłopotów innym.

## Odbiór i analiza
Nowe wydanie książki zdobyło I miejsce w plebiscycie dzieci za urodę ilustracji.
W 2005 roku książka otrzymała dwie recenzje w „Gazecie Wyborczej” (Jarosława Mikołajewskiego i Beaty Kęczkowskiej). Recenzenci ocenili książkę pozytywnie; Mikołajewski napisał, że „książka jest rewelacyjna i będzie radością dla dzieci”. Za motyw przewodni utworu uznał przesłanie, że „zamiast zazdrościć innym umiejętności, których nie posiadamy, lepiej docenić piękno daru, który otrzymaliśmy sami”.
Książka była lekturą szkolną w Polsce (od połowy lat 2010.; m.in. w roku szkolnym 2017/2018; od 2019 roku lektura uzupełniająca). Została z listy lektur usunięta w 2021 roku, według Anny Józefowicz bez podania powodu, aczkolwiek inne źródło podało, że podstawą było niespełnienie „wymogów zawartych w podstawie programowej dotyczących emocjonalnego rozwoju ucznia”. Usunięcie książki z listy lektur skrytykował dziennikarz Wojciech Szot, pisząc, że „książka stawia przed młodymi czytelnikami i czytelniczkami ważne pytania o to, czym powinni kierować się, dokonując wyborów – marzeniem czy rozsądkiem”, a także, „że należy być ostrożnym w doborze życiowych przewodników”. Książkę uznał za wartościową pozycję wpisującą się w nurt racjonalizmu, a jej zastąpienie m.in. utworami promującymi wartości chrześcijańskie takie jak opowiadania o dzieciństwie Karola Wojtyły, za decyzję polityczno-ideologiczną.
Bajka doczekała się też adaptacji teatralnych (2009, 2021).